# Musselräkor
Musselräkor (Conchostraca) är en grupp sötvattenslevande kräftdjur i klassen bladfotingar (Branchiopoda) bland kräftdjuren. De har ett tvåklaffigt skal, som liknar ett musselskal. Conchostraca betraktades tidigare som en ordning, men anses nu som en parafyletisk grupp. De sällsynta musselräkorna får inte förväxlas med de mycket vanligare och obesläktade musselkräftorna (Ostracoda)! Ett känt släkte, som även förekommer i Sverige är Limnadia, som också behandlas nedan.

## Byggnad
Musselräkorna har en tvådelad ryggsköld som täcker hela kroppen, vilket ger dem ett mussellikt utseende, därav namnet. Skalhalvorna kan stängas med en slutarmuskel. Vid fara stängs skalet och djuret ligger orörligt på bottnen. Huvudet har två oskaftade komplexögon och ett naupliusöga samt två antennpar, varav det andra paret är långt, kraftigt och tvågrenat och används som simorgan. Benen är plattade, grenade och borstförsedda och används för filtrering, andning och i viss mån för simning. 

## Ekologi och fortplantning
Musselräkorna lever i sötvatten, mest vid bottnen av vattensamlingar, där de filtrerar näringspartiklar ur bottenslammet.
De kan fortplanta sig tvåkönat, hermafroditiskt eller partenogenetiskt. Äggen tål torka och infrysning. Ur äggen kläcks naupliuslarver, som utvecklas snabbt via ett metanaupliusstadium.

## Evolution och systematik
Musselräkorna är en geologiskt mycket gammal grupp och känd åtminstone sedan devon. De är nästan oförändrade sedan silur. Nu levande musselräkor är uppdelade på två underordningar och tio familjer (se även Branchiopoder, systematik).

## Limnadia
I Sverige förekommer sällsynt arten Limnadia lenticularis (linsräka), som blir upp till 15 mm. Skölden är tillplattad från sidorna och har tydliga tillväxtringar. Limnadia har hittats i småvatten på ett 10-tal spridda lokaler, mest kustnära, längs västkusten till norra Skåne, och på ostkusten på en enda lokal i Uppland. Den är en holarktisk art som finns med spridda förekomster i Danmark, Norge och Finland och övriga Europa, norra Asien, norra Afrika och Nordamerika. 
Limnadia lever i fiskfria, solexponerade småvatten, som periodvis torkar ut. Under gynnsamma förhållanden utvecklas den från ägg till fullvuxen på 2-3 veckor. Hanar är sällsynta och i Sverige fortplantar sig arten troligen endast partenogenetiskt.
Den är rödlistad som starkt hotad (EN). Bestånden är små och starkt fragmenterade, och de småvatten där arten lever hotas av igenväxning då bete upphör, utdikning, föroreningar samt inplantering av fisk. Limnadia är känslig för övergödning, miljögifter och fiskpredation.
I Sverige kan också arten Lynceus brachyurus, ärtmusselräka, uppträda. Den är mindre och har en sköld som är nästan kulformad och saknar tillväxtringar. 